# Teleac (okręg Marusza)
Teleac – wieś w Rumunii, w okręgu Marusza, w gminie Gornești. W 2011 roku liczyła 342 mieszkańców.